# Kluisbos (recreatieoord)
Het Kluisbos was een sport- en recreatieoord en een verblijfcentrum in Kluisbergen in de Vlaamse Ardennen, in het zuiden van de Belgische provincie Oost-Vlaanderen. Het buitenzwembad dat erbij hoorde lag in het Kluisbos op de Kluisberg, maar is sinds 2017 gesloten. 
In topjaren bezochten 130.000 bezoekers het domein in de zomerperiode. Het recreatiedomein werd uitgebaat door de gemeente Kluisbergen, een te grote financiële en organisationele opdracht voor de kleine gemeente (6500 inwoners). Daarbovenop waren er aanhoudende veiligheidsproblemen met Noord-Franse jeugd.
Het zwembad en Villa Vogelsanck werden in 2023 gekocht door het Agentschap voor Natuur en Bos; het zwembad wordt verwijderd, de put wordt opgevuld en omgevormd tot natuurdomein.
Het centrum bestond uit:
- Het verblijfcentrum Villa Vogelsanck, dat vooral gericht is naar sport- en bosklassen, weekendarrangementen, sportstages, ...
- Een sportcomplex met sportzalen.
- Een café.